# Grüner Jäger (Riddagshausen)

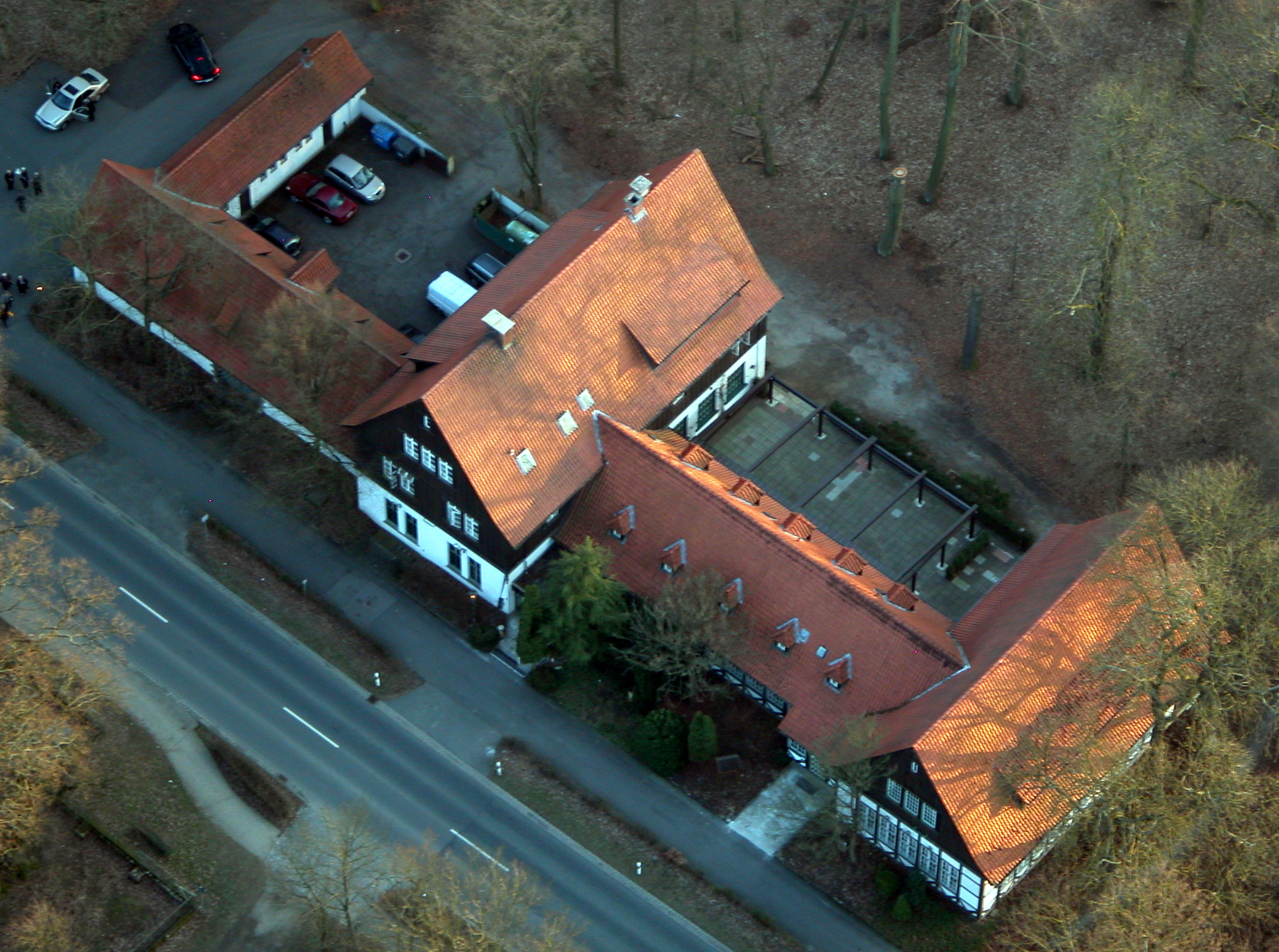
„Grüner Jäger“, 2011

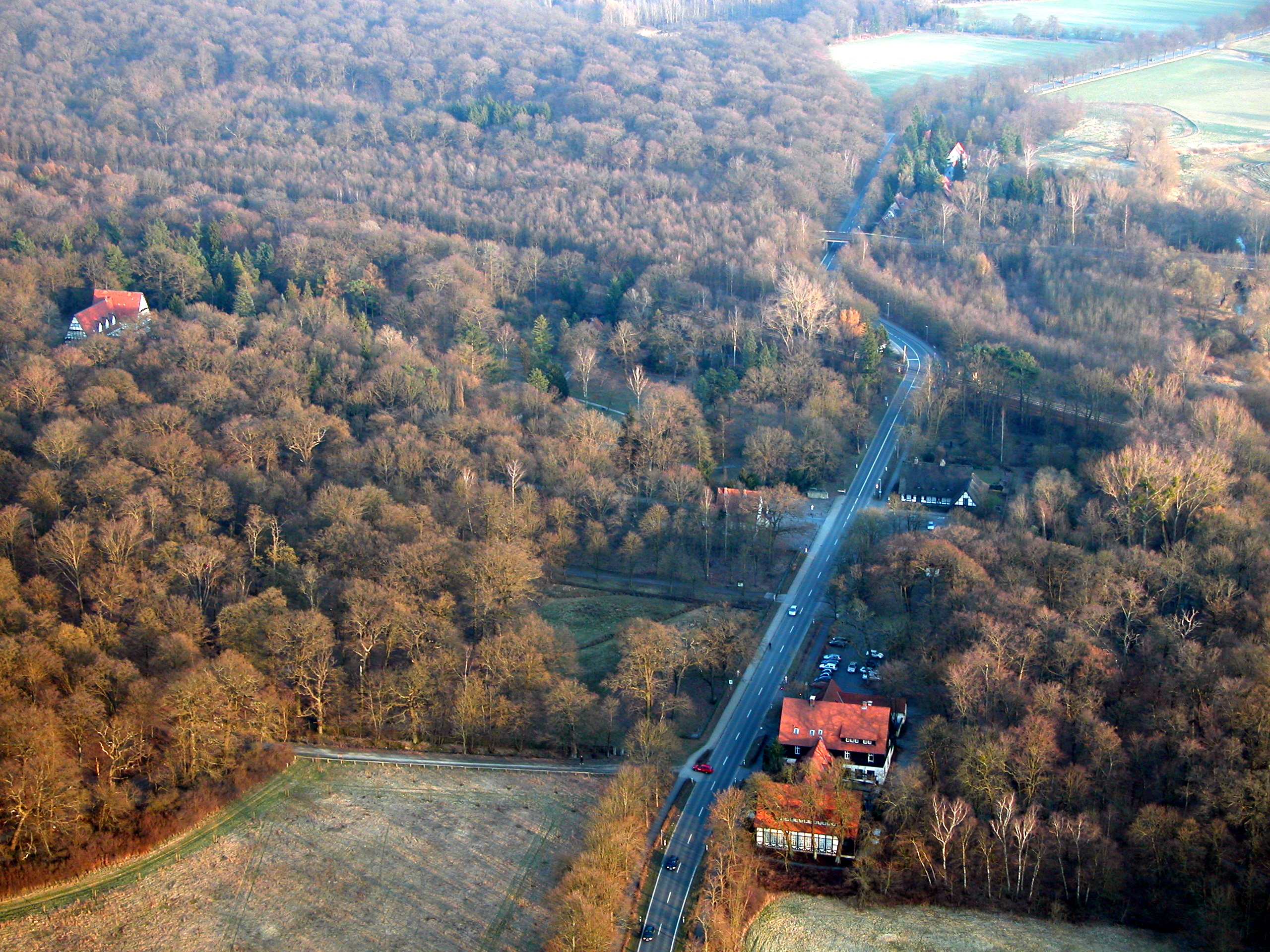
Westlicher Teil der Buchhorst mit „Grünem Jäger“ (rechts, entlang der Straße). Links am Bildrand ist der ehemalige Reichsjägerhof „Hermann Göring“ sichtbar.

Der Grüne Jäger im Braunschweiger Ortsteil Riddagshausen ist heute ein Restaurant, dessen Ursprung auf eine Waldgaststätte zurückgeht, die um 1740 gegründet wurde. Der aus mehreren Gebäuden bestehende Komplex liegt am westlichen Rand der Buchhorst, einem 250 Hektar großen Landschaftsschutzgebiet im Osten von Braunschweig. Die Buchhorst war früher Jagdrevier der Braunschweigischen Herzöge. Der „Grüne Jäger“ steht heute unter Denkmalschutz.

## Geschichte

Der „Grüne Jäger“ um 1850.

Die Anfänge des „Grünen Jägers“ gehen auf die Zeit 1738 bis 1744 zurück. Damals errichtete ein Amtmann namens Selig in der Buchhorst zunächst einen Schießstand mit einer Laube. Später legte er Gärten an und baute eine Grotte sowie ein Gärtnerhaus, in dem Besucher auch bewirtet wurden. Der Name „Grüner Jäger“ ist seit etwa 1760 belegt. Nachdem Selig verstorben war, fiel das Wirtshaus mit allem, was dazugehörte, zunächst an dessen Erben, die es dann 1761 an die Klosterratsstube des Klosters Riddagshausen verkauften. Diese wiederum verpachtete das Anwesen in der Folgezeit mehrfach. Im Pachtvertrag von 1777 wird als zum „Grünen Jäger“ gehörend u. a. aufgeführt: ein Wohnhaus, ein Stall, eine Grotte, eine lange Laube, eine Schießlaube, eine Kegelbahn und ein Backhaus. 1826 wurden einige Gebäude neu gebaut. Das Wirtshaus war bereits damals ein beliebtes Ausflugsziel.
Als 1872 die Bahnstrecke Braunschweig–Königslutter eingerichtet wurde, musste der Schießstand dem Streckenverlauf weichen. 1885 errichtete die Bahn die Haltestelle „Grüner Jäger“. Weitere Umbau- und Erweiterungsmaßnahmen folgten 1897 und zwischen 1934 und 1935. Während des Zweiten Weltkrieges diente das Gelände als Hilfslazarett, nach Kriegsende als Unterkunft für Heimatvertriebene und Flüchtlinge.

### Berühmte Gäste

#### Stendhal

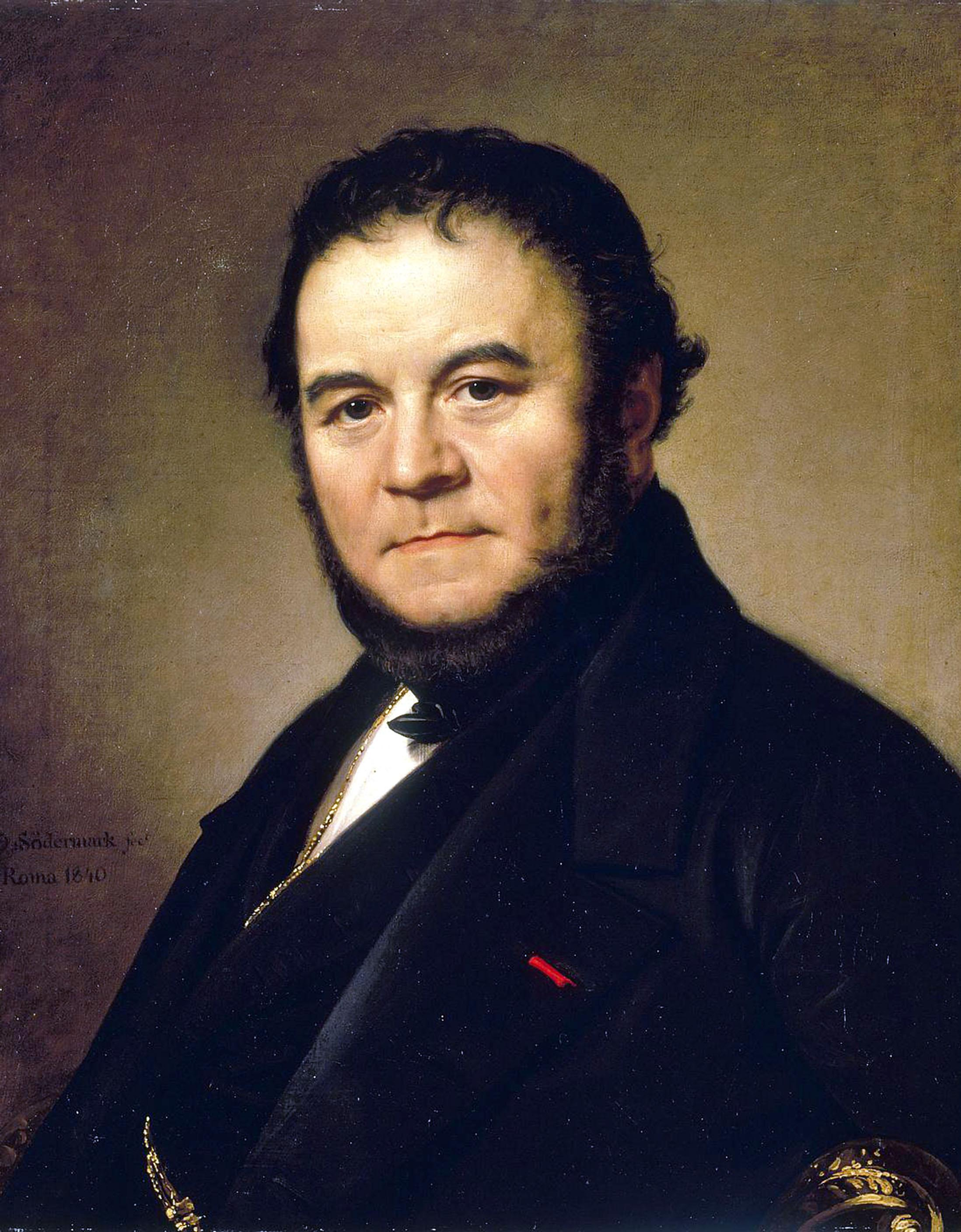
Stendhal im Jahre 1840.

Während der Besetzung von Stadt und Herzogtum Braunschweig durch Truppen Napoleon Bonapartes, in den Jahren 1807–1813, befanden sich auch zahlreiche französische Verwaltungsbeamte in Braunschweig, das Hauptstadt des Oker-Departements war. Einer von ihnen war der damals 24-jährige Schriftsteller Marie-Henri Beyle, der sich später Stendhal nannte. Seinen Aufenthalt in Braunschweig von November 1806 bis Dezember 1808 hat er in Tagebuchaufzeichnungen festgehalten. Während dieser Zeit machte Stendhal gern mit Bekannten und Freunden Ausflüge zum „Grünen Jäger“. Der „Grüne Jäger“ war Stendhal u. a. aufgrund seiner schwärmerischen Verehrung für die junge « Mina de Griesheim » (d. i. Wilhelmine von Griesheim [1786–1861], Tochter des braunschweigischen Generals August Heinrich Ernst von Griesheim) unvergesslich. In seinen Tagebuchaufzeichnungen nannte er seine Liebe, die letztlich nicht erhört wurde, meist nur « Minette ». Nur wenige Monate später, im Dezember 1808, verließ Stendhal Braunschweig für immer. 1834, 27 Jahre später, begann er einen Roman, den er aber nicht vollendete. Als Titel hatte er « Le Chasseur vert » („Der Grüne Jäger“) vorgesehen. Das Fragment wurde 1855, 13 Jahre nach seinem Tod, unter diesem Titel veröffentlicht. 1894 folgte eine durch Jean de Mitty erweiterte, aber immer noch unvollständige Version unter dem neuen Titel Lucien Leuwen. In diesem Roman kommt mehrfach eine Gaststätte namens „Chasseur vert“ vor.

#### Wilhelm Raabe

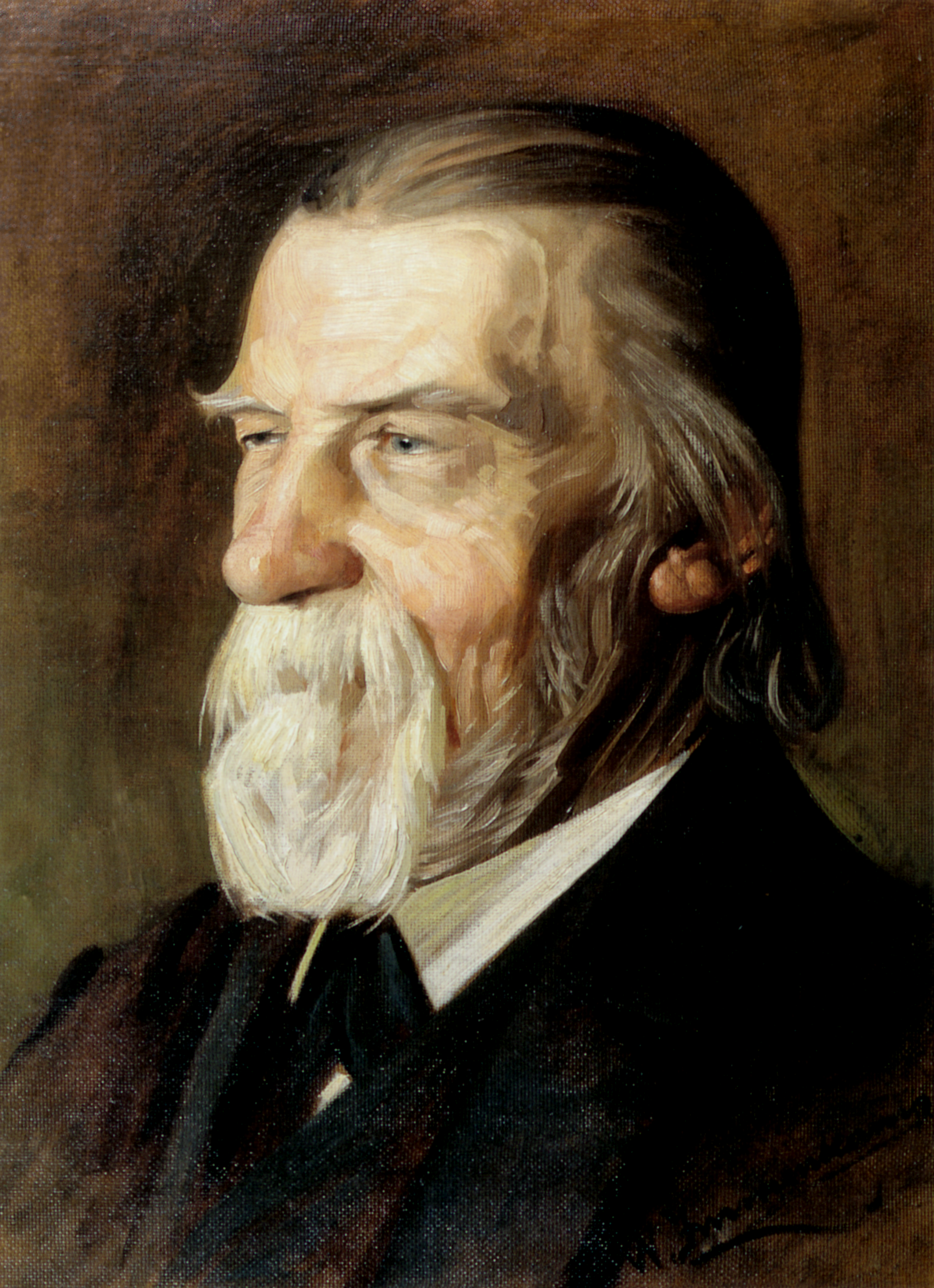
Wilhelm Raabe, 1911

Zwischen 1882 und 1892 war auch der in Braunschweig lebende Schriftsteller Wilhelm Raabe häufiger Gast im „Grünen Jäger“. Raabe war Mitglied verschiedener geselliger Vereinigungen, darunter auch beim Heimatverein „Die ehrlichen Kleiderseller zu Braunschweig“. Diese Gruppe wanderte ab 1882 regelmäßig jeden Donnerstag über einen heute „Kleidersellerweg“ genannten Pfad vom Klostergut Riddagshausen zum Wirtshaus in der Buchhorst. 1906 feierte Raabe seinen 75. Geburtstag im „Jäger“. Noch heute gibt es zur Erinnerung an den Schriftsteller im „Grünen Jäger“ das „Raabe-Zimmer“.

### Literarische Rezeption
Von Wilhelm Raabe wird der „Grüne Jäger“ zum Handlungsort seiner Erzählung Pfisters Mühle gemacht. In der Nähe soll sich einst eine Wassermühle befunden haben, eine von vielen damals an der Wabe (Schunter). Das Werk gilt als der erste deutsche Umwelt-Roman.

## Nähere Umgebung
Östlich des Braunschweiger Stadtzentrums an der Ebertallee in der Buchhorst gelegen, befindet sich der „Grüne Jäger“ nur wenig entfernt vom 1145 gegründeten, ehemaligen Zisterzienser-Kloster Riddagshausen. Nur wenige Hundert Meter gegenüber, auf der anderen Straßenseite, befindet sich der von 1934 bis 1935 für Hermann Göring, einen der führenden NS-Politiker, errichtete Reichsjägerhof „Hermann Göring“. Während der Bauphase des Reichsjägerhofes wurden auch die Gebäude des „Grünen Jägers“ an den Fachwerkstil des NS-Baus angepasst.